# 820 до н. е.

## Події
Похід ассирійського війська на Мідію, підкорення мідійських племен. Вони дали данину кіньми.
Пігмаліон, цар Тіру.